# Пудлікайми
Пудлікайми (пол. Pudlikajmy, нім. Pudelkeim) — село в Польщі, у гміні Гурово-Ілавецьке Бартошицького повіту Вармінсько-Мазурського воєводства.